# 우루과이의 주

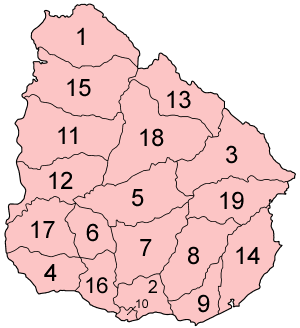
우루과이의 행정 구역

우루과이의 행정 구역은 19개의 주(departamento)로 구성되어 있다.

## 주
1. 아르티가스주 (Artigas)
2. 카넬로네스주 (Canelones)
3. 세로라르고주 (Cerro Largo)
4. 콜로니아주 (Colonia)
5. 두라스노주 (Durazno)
6. 플로레스주 (Flores)
7. 플로리다주 (Florida)
8. 라바예하주 (Lavalleja)
9. 말도나도주 (Maldonado)
10. 몬테비데오주 (Montevideo)
11. 파이산두주 (Paysandú)
12. 리오네그로주 (Río Negro)
13. 리베라주 (Rivera)
14. 로차주 (Rocha)
15. 살토주 (Salto)
16. 산호세주 (San José)
17. 소리아노주 (Soriano)
18. 타콰렘보주 (Tacuarembó)
19. 트레인타이트레스주 (Treinta y Tres)